# Gordon Campbell (homme politique)
 (mars 2011).
Si vous disposez d'ouvrages ou d'articles de référence ou si vous connaissez des sites web de qualité traitant du thème abordé ici, merci de compléter l'article en donnant les références utiles à sa vérifiabilité et en les liant à la section « Notes et références ».
Pour les articles homonymes, voir Gordon Campbell et Campbell.
Gordon Muir Campbell, né le 12 janvier 1948, est un homme politique canadien. Il est premier ministre de la Colombie-Britannique de 2001 à 2011. 

## Biographie

### Jeunesse et études
Bien que né dans une famille aisée de Vancouver, Gordon Campbell est plongé dans une situation fort différente par le suicide de son père alors qu'il n'avait que 13 ans. Sa mère est désormais seule avec un revenu amoindri pour élever sa fille et trois fils dans un petit appartement.
Il fréquente l'école secondaire University Hill à Vancouver. Campbell se rend ensuite au Dartmouth College au New Hampshire, étudiant en gestion urbaine et décrochant un baccalauréat en anglais. Il décroche plus tard une maîtrise en administration d'affaires en 1978 en étudiant de nuit à l'Université Simon Fraser.
Campbell passe deux ans à Yola, au Nigeria, où il enseigne à l'école secondaire sur une base bénévole pour Canadian University Service Overseas.

### Carrière politique
À son retour au Canada, il est assistant exécutif pour Art Phillips, alors maire de Vancouver, de 1973 à 1976. Campbell quitte alors temporairement la politique afin de travailler en développement immobilier, construisant deux hôtels à Vancouver.

#### Conseiller municipal
Il est élu au conseil municipal de Vancouver en 1984.

#### Maire de Vancouver
De 1986 à 1993, Campbell est maire de Vancouver durant trois mandats consécutifs. Il est également président du District régional du Grand Vancouver et président de l'Union des municipalités de Colombie-Britannique,.
Campbell et son épouse Nancy, directrice du Howe Sound Secondary School à Squamish (Colombie-Britannique) sont mariés depuis 1970. Ils ont deux enfants, Geoffrey et Nicholas.

#### Chef du Parti libéral de la Colombie-Britannique
Campbell devient chef du Parti libéral de la Colombie-Britannique en 1993, et est élu à l'Assemblée législative l'année suivante lors d'une élection partielle dans Vancouver-Quilchena. 
Il représente la circonscription de Vancouver-Point-Grey de 1996 à 2011. Son parti ne réussit pas à prendre le pouvoir lors des élections générales de 1996, bien qu'il ait remporté la majorité des votes. Il reste chef de l'opposition sous les premiers ministres néo-démocrates Glen Clark, Dan Miller et Ujjal Dosanjh. Sous Clark et ses successeurs, le taux de satisfaction envers le NPD atteint des niveaux bas historiques en dessous de 15 %, et aux élections de 2001 les libéraux de Campbell battent le NPD, remportant 77 des 79 sièges à la législature.

#### Premier ministre de la Colombie-Britannique

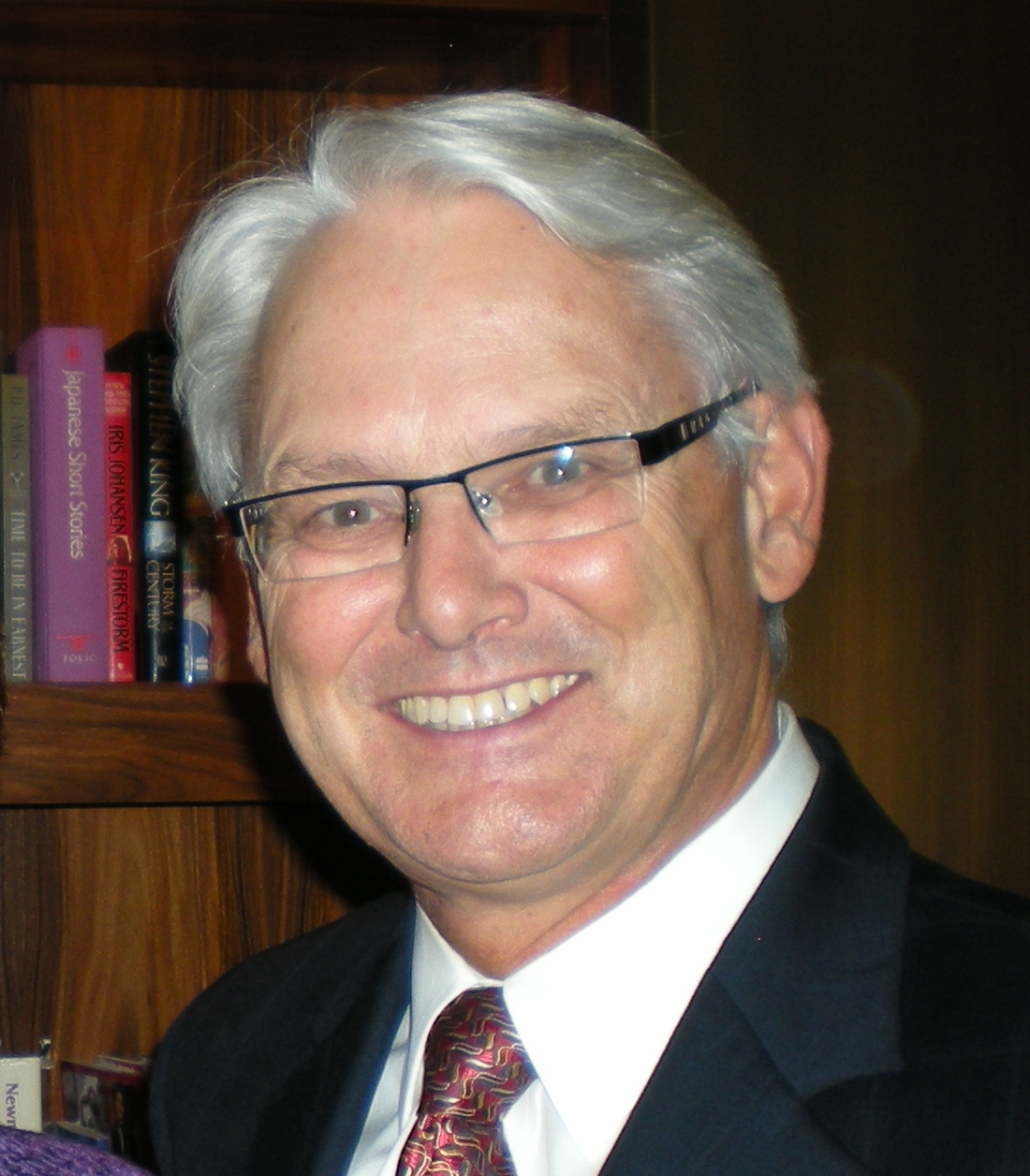
L’honorable Gordon Campbell en 2009.

##### Arrivée au pouvoir
Le jour suivant son assermentation, Campbell annonce une réduction d'impôt pour les particuliers d'environ 25 %, à être introduit sur une période de deux ans. La réduction est appliquée à tous les paliers d'imposition ; le taux d'imposition sur les premiers 30 000 $ de revenus sont réduits de 8,4 % à 6,05 %, tandis que le taux pour les revenus au-dessus de 85 000 % sont réduits de 19,7 % à 14,7 %. Les réductions donnent aux Britanno-Colombiens, à égalité avec l'Ontario, les plus bas taux d'imposition provinciales pour les gens avec des revenus allant jusqu'à 60 000 $. Campbell déclare que les réductions stimuleront l'économie. Les critiques affirmaient que les coupures rapportaient peu aux gens de revenu moyen, et que 0,03 % des plus grands payeurs d'impôts ont reçu 14 % des coupures d'impôt totales. Le gouvernement de Campbell réduit aussi les impôts des entreprises.
Afin de payer pour les coupures, le gouvernement coupe dans le personnel de ses ministères, coupe dans les programmes et services, ferme des hôpitaux et des écoles, et annonce un plan pour éliminer le tiers des règlements alors en place. 
Le 10 janvier 2003, alors qu'il est en vacances sur l'île de Maui, Gordon Campbell est arrêté pour conduite avec facultés affaiblies. Son taux d'alcoolémie était près du double de la limite permise. Cette nouvelle, qui tombe comme un couperet, entraîne des spéculations sur son avenir comme premier ministre,. 
La popularité du gouvernement décline au cours de l'année 2003 et au début de 2004. Au printemps 2003, les libéraux traînent derrière les néo-démocrates dans les sondages d'opinion pour la première fois depuis 1994.

##### Menace de grève
En avril/mai 2004, Campbell évite de justesse une grève générale après avoir introduit le projet de loi 37 à la législature. Le projet de loi visait à obliger des travailleurs d'hôpitaux en grève à reprendre le travail, tout en imposant un coupure rétroactive de 15 % dans les salaires, des renvois, une extension de la semaine de travail et la délocalisation des emplois syndicaux. Campbell et son gouvernement affirment que la réduction vise à renverser un "contrat-cadeau" de fin de mandat du gouvernement néo-démocrate pro-syndical. 
Le passage de la loi mène à des grèves immédiates à travers la Colombie-Britannique, à la fois dans les secteurs public et privé. La British Columbia Federation of Labour (en) annonce des plans pour une grève générale, qui commencerait le 3 mai, et qui comprendrait les enseignants, les employés du transport, les travailleurs de la foresterie et des aciéries, les employés municipaux, ainsi que les employés des bibliothèques, des centres communautaires et centres récréatifs. 
Le 2 mai, le juge Robert Bowman de la Cour suprême de la Colombie-Britannique tranche que les syndicats du domaine de la santé étaient en outrage à cause de leur retrait des services. À cause de la menace d'amendes importantes, les syndicats des travailleurs de santé signent un compromis avec le gouvernement britanno-colombien et la grève est annulée.

##### Réforme électorale
Gordon Campbell est parmi les nombreuses personnalités politiques à avoir appuyé l'idée de la réforme électorale. Les libéraux de Campbell avaient remporté le vote populaire aux élections de 1996, mais ont remporté moins de sièges que le Nouveau Parti démocratique. 
À cause de ceci, Campbell a mis en doute le mandat néo-démocrate, et donc la légitimité du système uninominal à un tour. Avant l'élection de 2001, Gordon Campbell fait de la réforme politique et électorale un promesse de campagne. 
L'élection de 2001 expose encore plus la nature non-proportionnelle du système électoral, cette fois en faveur des libéraux de Campbell, qui remportent 57 % des suffrages mais 97 % des sièges.
Donnant suite à leur promesse de réformes, le nouveau gouvernement Campbell instaure des élections à dates fixes en Colombie-Britannique, s'éloignant de la procédure parlementaire britannique habituelle. 
Campbell fonde également une Assemblée citoyenne composée de Britanno-Colombiens sélectionnés au hasard de partout dans la province. L'Assemblée conseille l'adoption du système de vote unique transférable dans les élections futures. La question de l'adoption de ce système (appelé BC-STV, ou British Colombia Single Transferable Vote) est soumis à un référendum dans la province ; les 57,4 % en faveur tombaient juste en dessous des 60 % nécessaires pour que la mesure soit adoptée. 
Les libéraux ont été critiqués pour n'avoir pas adéquatement encouragé le débat sur la question (par exemple, aucun débat télévisé avant le référendum). Un sondage d'Ipsos-Reid un mois avant les élections montre que seulement 50 % des Britanno-Colombiens étaient au courant soit de l'existence de l'Assemblée citoyenne ou du référendum à venir. Un deuxième référendum est promis pour 2008 pour laisser le temps de débattre davantage.

##### Champs d'interventions du gouvernement Campbell
Campbell met fin au gel des droits de scolarité de six ans pour les collèges et universités britanno-colombiens mis en place par le gouvernement néo-démocrate. Le gel des droits avait placé les droits de scolarité en Colombie-Britannique parmi les plus bas au Canada. Depuis l'élection de Gordon Campbell, les droits de scolarité ont augmenté de 88 % par an en moyenne ; toutefois, les droits de scolarités actuels sont toujours bien en dedans des moyennes canadiennes.
Enfin Campbell interviendra aussi en matière de création d'emploi et des relations avec les Premières Nations. Il interviendra aussi au sujet du changement climatique et des combustibles fossiles.

##### Démission
Il démissionne de sa fonction de premier ministre le 3 novembre 2010, bien qu'il va rester en place jusqu'à la nomination de son successeur.

### Après la vie politique
Depuis le 15 septembre 2011, il est haut-commissaire au Royaume-Uni,.

## Distinctions
- Diplôme honorifique en droit de la Thompson Rivers University située à Kamloops (2014)[14]
- Ordre de la Colombie-Britannique (2011)[4]

Gordon Campbell est décoré de l'Ordre de la Colombie-Britannique.